# Saoirse Ronan

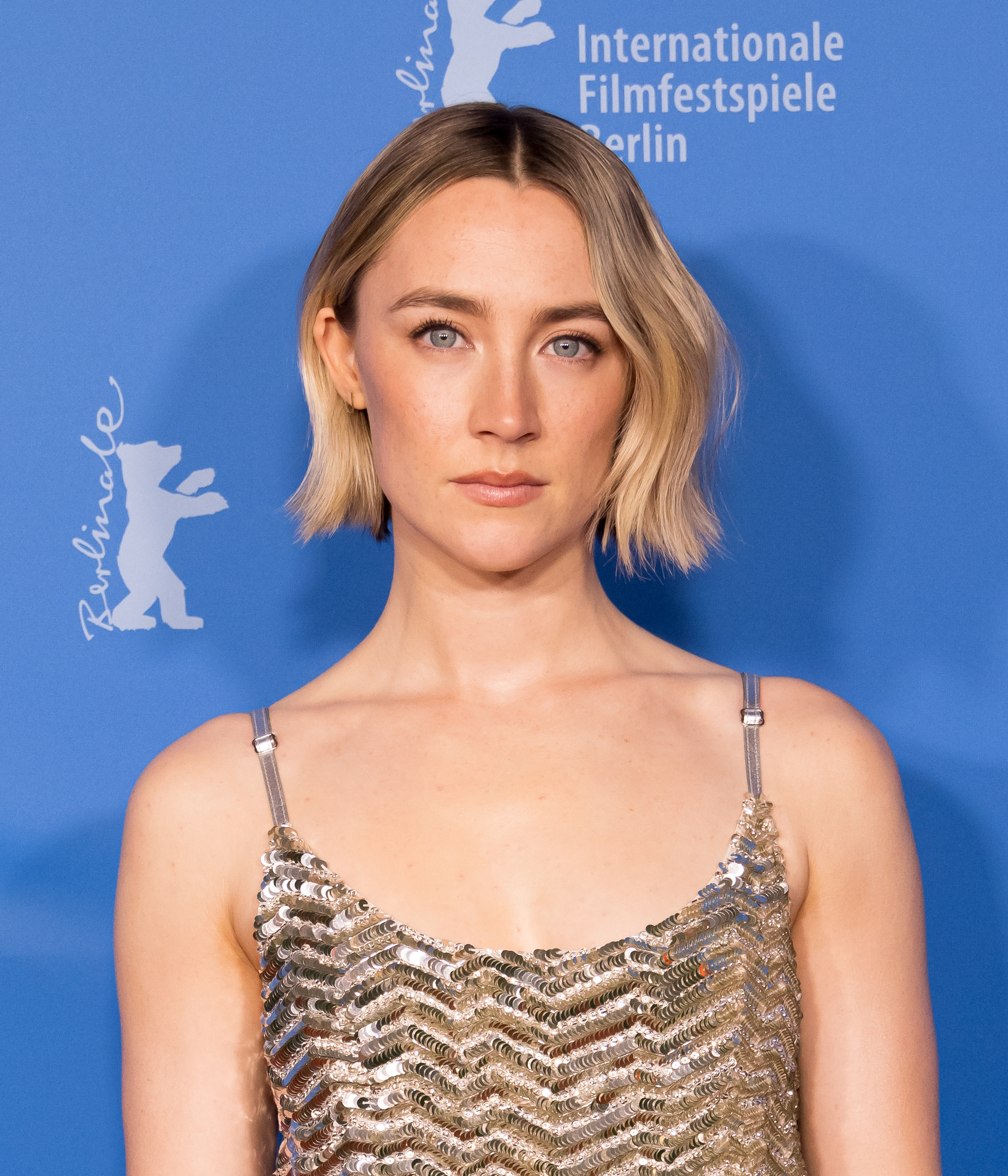
Saoirse Ronan (2024)

Saoirse Una Ronan [ˈsɝʃə uːnə ˈroʊnən] (irisch Saoirse Úna Ronan; * 12. April 1994 in der Bronx, New York City) ist eine irisch-US-amerikanische Schauspielerin. Einem breiten Publikum wurde sie durch ihre Nebenrolle als junge Briony in Joe Wrights Spielfilm Abbitte bekannt, für die sie unter anderem für den Oscar und den Golden Globe nominiert wurde. Zu ihren weiteren Erfolgen zählen die Romanverfilmungen In meinem Himmel, Brooklyn – Eine Liebe zwischen zwei Welten und Little Women. Für ihre Rolle in Lady Bird wurde sie bei den Golden Globe Awards 2018 als beste Hauptdarstellerin ausgezeichnet.

## Leben und Karriere
Saoirse Ronan wurde 1994 in New York City geboren. Ihr Vorname Saoirse stammt aus der irischen Sprache und bedeutet „Freiheit“. Im Alter von drei Jahren zog sie mit ihrer Familie nach Irland, wo sie aufwuchs und die Schule besuchte. Ihr Vater ist der irische Schauspieler Paul Ronan, den sie schon in jungen Jahren an die Filmsets von Vertrauter Feind (1997) oder Die Journalistin (2003) begleitete. Erste eigene Schauspielerfahrung sammelte Ronan als Neunjährige mit einer wiederkehrenden Rolle in der preisgekrönten irischen Fernsehserie The Clinic (2003–2004).
2005 war Ronan für vier Folgen als Orla Borland in der Drama-Serie Proof zu sehen, die ihr im selben Jahr ein Vorsprechen für Amy Heckerlings romantische Komödie Hauptsache verliebt einbrachte. Nachdem das Londoner Casting von englischen Kindern für die US-amerikanische Produktion gescheitert war, gelangte die 11-jährige Ronan an den Part der Filmtochter von Michelle Pfeiffer. Daraufhin wurden Hollywooder Agenten von MGM, der Creative Artists Agency und der Endeavor Agency auf die irische Jungdarstellerin aufmerksam und planten, sie als zweite Dakota Fanning zu vermarkten. Ronan gab jedoch dem britischen Filmprojekt Abbitte von Joe Wright den Vorzug. In der Verfilmung des gleichnamigen Romans von Ian McEwan mimt sie ein 13-jähriges, schriftstellerisch begabtes Mädchen, das im England um 1935 eine Situation falsch deutet und damit sowohl ihr Leben als auch das ihrer älteren Schwester (gespielt von Keira Knightley) und deren Geliebten (James McAvoy) zerstört. In weiteren Lebensstationen wird die Figur von Romola Garai und Vanessa Redgrave verkörpert. Erste Testvorführungen von Hauptsache verliebt und Abbitte brachten Ronan Lob seitens der Medien ein, die sie später auch für ihre Vielseitigkeit priesen, sowohl amerikanischen, als auch schottischen und englischen Charakteren ein Gesicht zu geben. Während Heckerlings Film am 15. September in den US-amerikanischen Kinos startete, eröffnete Wrights Literaturverfilmung ein paar Wochen zuvor, am 29. August, die 64. Filmfestspiele von Venedig. Der Part der Briony brachte Ronan Monate später Nominierungen für den Oscar, Golden Globe Award und British Academy Film Award ein. Im selben Jahr war die Sechstklässlerin mit Nebenrollen in dem britischen Familienfilm Wunder einer Weihnachtsnacht und Gillian Armstrongs Houdini-Drama Tödliche Magie mit Catherine Zeta-Jones und Guy Pearce im Kino vertreten.
Beim Casting für Harry Potter und der Orden des Phönix sprach Ronan für die Rolle der Luna Lovegood vor, musste sich jedoch ihrer Landsfrau Evanna Lynch geschlagen geben.

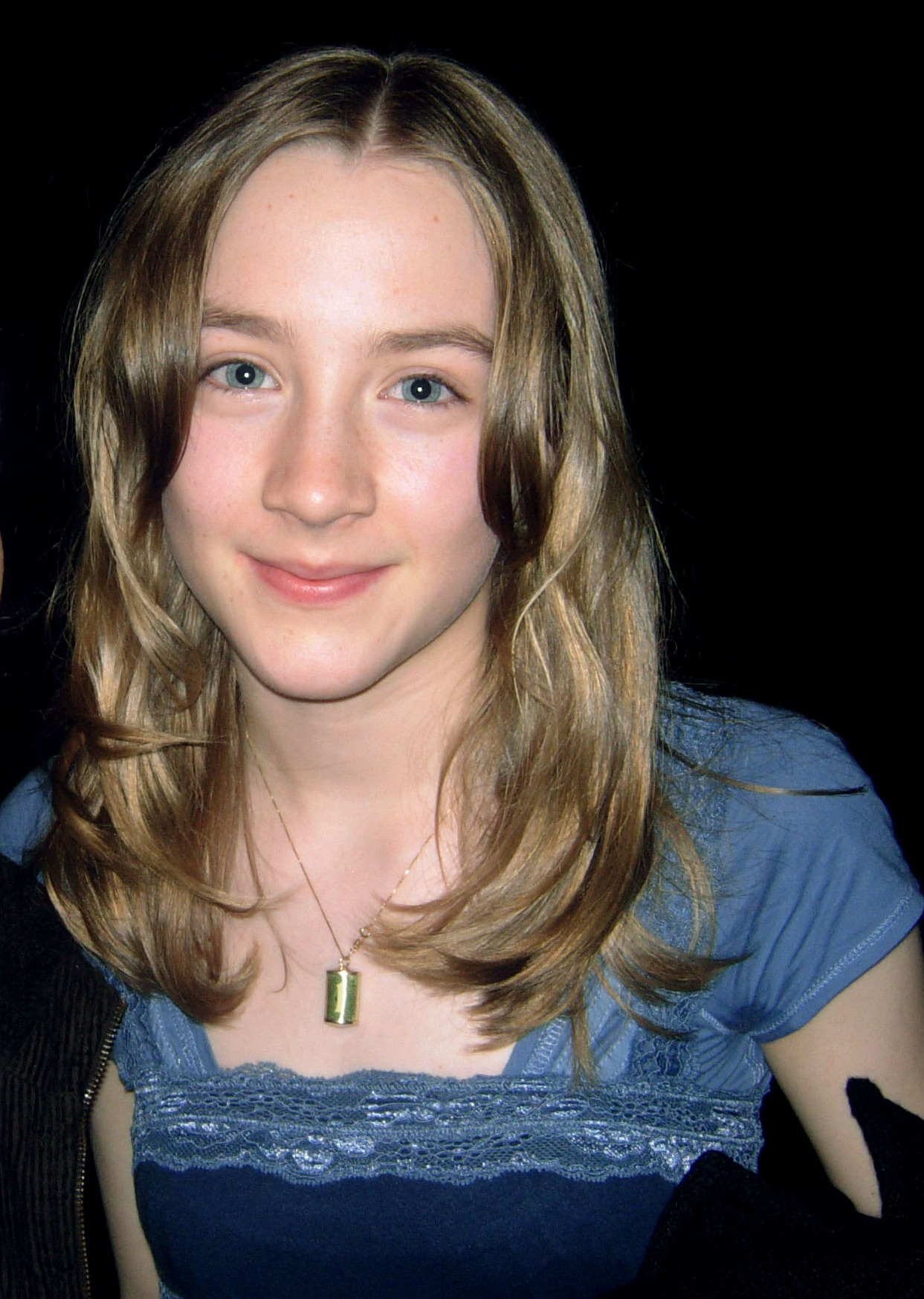
Ronan (2008)

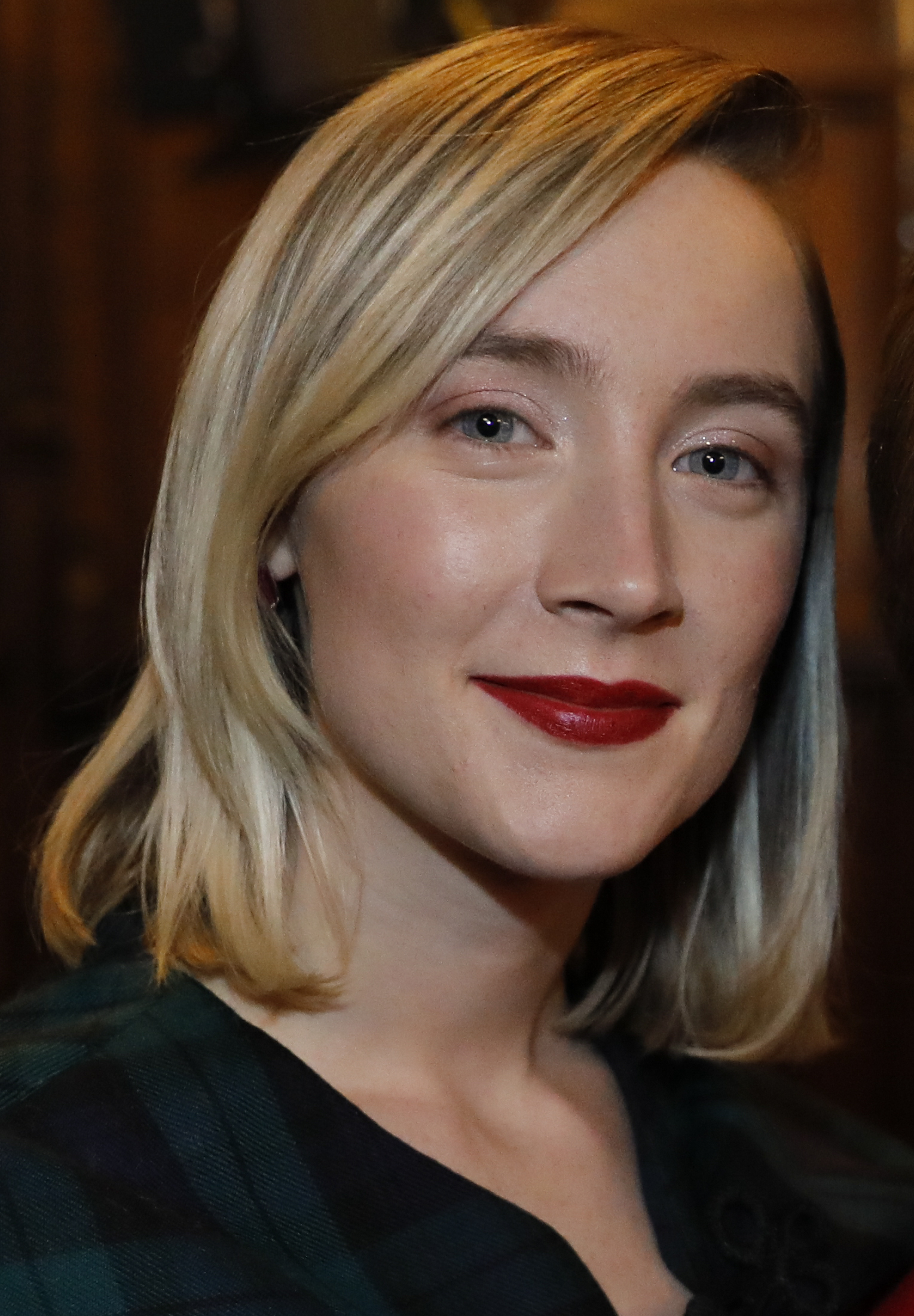
Ronan (2019)

2008 stand Ronan in Nordirland für Dreharbeiten von Gil Kenans Endzeitszenario City of Ember neben Bill Murray, Tim Robbins und Martin Landau vor der Kamera. Weiterhin übernahm sie den Part der Susie Salmon in Peter Jacksons In meinem Himmel (2009) neben Rachel Weisz und Mark Wahlberg. Das Projekt ist eine Verfilmung des gleichnamigen Bestsellerromans von Alice Sebold, der im deutschsprachigen Raum unter dem Titel In meinem Himmel erschien. Dieser berichtet von dem Sexualmord an einem 14-jährigen Mädchen, das daraufhin vom Himmel aus versucht, mit seiner Familie in Kontakt zu bleiben und den Mörder zur Strecke zu bringen. 2011 hatte sie neben Cate Blanchett die Titelrolle im Actionthriller Wer ist Hanna? inne, wofür sie bei den Young Artist Awards 2012 als Beste Hauptdarstellerin in einem Spielfilm nominiert wurde. 2013 spielte sie die Rolle der Melanie Stryder in der Verfilmung des Romans Seelen. Von März bis Juli 2016 war sie am New Yorker Broadway neben Ben Whishaw in dem Arthur-Miller-Stück The Crucible (dt. Hexenjagd) in der weiblichen Hauptrolle auf der Theaterbühne zu sehen.
Zudem übernahm Ronan die Hauptrolle im Musikvideo zu dem Lied Galway Girl des britischen Sängers Ed Sheeran.
In den deutschen Fassungen ihrer Filme wird Ronan seit Lady Bird überwiegend von Lydia Morgenstern synchronisiert. Zuvor lieh ihr Stella Sommerfeld am häufigsten ihre Stimme.
Ronan lebt in London und ist seit 2024 mit Jack Lowden verheiratet.

## Filmografie (Auswahl)

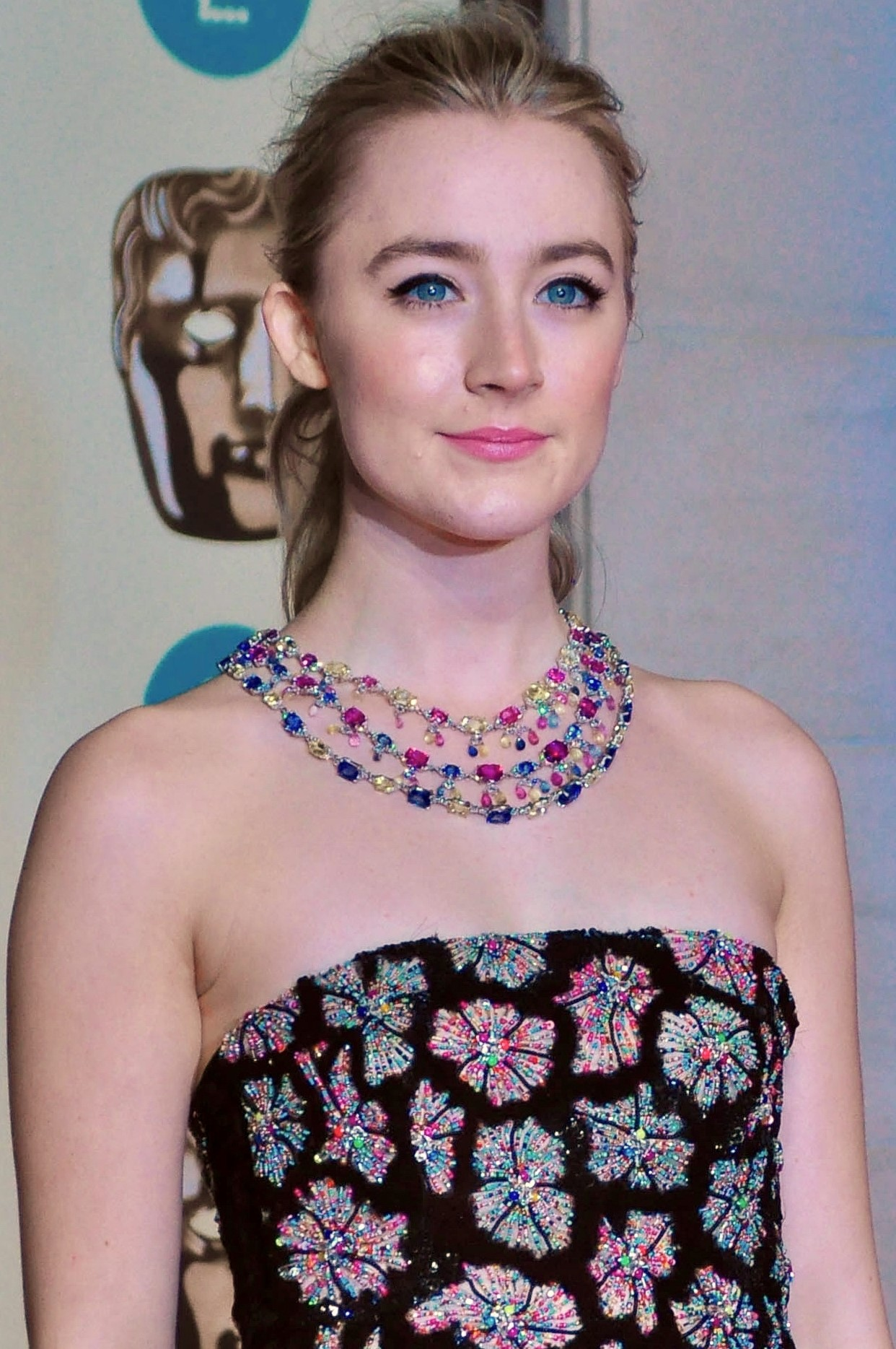
Ronan (2016)

- 2003–2004: The Clinic (Fernsehserie, 4 Episoden)
- 2005: Proof (Fernsehserie, 4 Episoden)
- 2007: Hauptsache verliebt (I Could Never Be Your Woman)
- 2007: Wunder einer Weihnachtsnacht (The Christmas Miracle of Jonathan Toomey)
- 2007: Abbitte (Atonement)
- 2007: Tödliche Magie (Death Defying Acts)
- 2008: City of Ember – Flucht aus der Dunkelheit (City of Ember)
- 2009: In meinem Himmel (The Lovely Bones)
- 2010: Arrietty – Die wundersame Welt der Borger (Kari-gurashi no Arietti, Stimme von Arrietty in der englischen Sprachfassung)
- 2010: The Way Back – Der lange Weg (The Way Back)
- 2011: Wer ist Hanna? (Hanna)
- 2011: Violet & Daisy
- 2012: Byzantium
- 2013: Seelen (The Host)
- 2013: How I Live Now
- 2013: Justin – Völlig verrittert! (Justin and the Knights of Valour, Stimme von Talia)
- 2014: Grand Budapest Hotel (The Grand Budapest Hotel)
- 2014: Muppets Most Wanted (Cameo, als sie selbst)
- 2014: Lost River
- 2015: Stockholm, Pennsylvania
- 2015: Brooklyn – Eine Liebe zwischen zwei Welten (Brooklyn)
- 2016: Cherry Wine (Musikvideo)
- 2017: Galway Girl (Musikvideo)
- 2017: Loving Vincent
- 2017: Lady Bird
- 2017: Am Strand (On Chesil Beach)
- 2018: The Seagull – Eine unerhörte Liebe (The Seagull)
- 2018: Maria Stuart, Königin von Schottland (Mary Queen of Scots)
- 2019: Little Women
- 2020: Ammonite
- 2021: The French Dispatch
- 2022: See How They Run
- 2023: The Tragedy of Macbeth (Fernsehfilm)
- 2023: Enemy (Foe)
- 2024: The Outrun (auch Produktion)
- 2024: Blitz
- 2025: Talking Heads – Psycho Killer (Musikvideo)

## Auszeichnungen und Nominierungen
Oscar
- 2008: Nominierung in der Kategorie Beste Nebendarstellerin für Abbitte
- 2016: Nominierung in der Kategorie Beste Hauptdarstellerin für Brooklyn – Eine Liebe zwischen zwei Welten
- 2018: Nominierung in der Kategorie Beste Hauptdarstellerin für Lady Bird
- 2020: Nominierung in der Kategorie Beste Hauptdarstellerin für Little Women

British Academy Film Award
- 2008: Nominierung in der Kategorie Beste Nebendarstellerin für Abbitte
- 2010: Nominierung in der Kategorie Beste Hauptdarstellerin für In meinem Himmel
- 2016: Nominierung in der Kategorie Beste Hauptdarstellerin für Brooklyn – Eine Liebe zwischen zwei Welten
- 2018: Nominierung in der Kategorie Beste Hauptdarstellerin für Lady Bird
- 2020: Nominierung in der Kategorie Beste Hauptdarstellerin für Little Women

Golden Globe Award
- 2008: Nominierung in der Kategorie Beste Nebendarstellerin für Abbitte
- 2016: Nominierung in der Kategorie Beste Hauptdarstellerin – Drama für Brooklyn – Eine Liebe zwischen zwei Welten
- 2018: Beste Hauptdarstellerin – Komödie oder Musical für Lady Bird
- 2020: Nominierung in der Kategorie Beste Hauptdarstellerin – Drama für Little Women

Broadcast Film Critics Association
- 2008: Nominierung als Beste Jungdarstellerin für Abbitte
- 2010: Beste Jungdarstellerin und Nominierung als Beste Hauptdarstellerin für In meinem Himmel

Critics’ Choice Movie Award
- 2020: Nominierung in der Kategorie Beste Hauptdarstellerin für Little Women

Empire Award
- 2008: Nominierung als Beste Nachwuchsdarstellerin für Abbitte

Film Critics Circle of Australia Award
- 2009: Nominierung als Beste Nebendarstellerin für Tödliche Magie

Gotham Award
- 2017: Beste Darstellerin für Lady Bird[13]

Irish Film and Television Academy Award
- 2008: Rising Star Award
- 2008: Beste Nebendarstellerin für Abbitte
- 2009: Beste Nebendarstellerin für Tödliche Magie und nominiert als Beste Hauptdarstellerin für City of Ember
- 2010: Beste Darstellerin für In meinem Himmel
- 2011: Beste Nebendarstellerin für The Way Back
- 2018: Nominierung als Beste Darstellerin in Lady Bird[14]

Las Vegas Film Critics Society Award
- 2007: Beste Nachwuchsdarstellerin für Abbitte
- 2009: Beste Nachwuchsdarstellerin für In meinem Himmel

London Critics’ Circle Film Award
- 2008: Nominierung als Beste Nebendarstellerin und Beste britische Nachwuchsdarstellerin des Jahres für Abbitte

Online Film Critics Society Award
- 2008: Nominierung als Beste Nebendarstellerin für Abbitte

Phoenix Film Critics Society Award
- 2007: Beste Jungdarstellerin (Haupt- oder Nebenrolle) für Abbitte
- 2009: Beste Jungdarstellerin (Haupt- oder Nebenrolle) für In meinem Himmel

Santa Barbara International Film Festival
- 2010: Virtuoso Award für In meinem Himmel

Saturn Award
- 2010: Beste Nachwuchsschauspielerin für In meinem Himmel
- 2012: Nominierung als Beste Nachwuchsschauspielerin für Wer ist Hanna?
- 2014: Nominierung als Beste Nachwuchsschauspielerin für How I Live Now

Satellite Award
- 2007: Nominierung als Beste Nebendarstellerin für Abbitte

Young Artist Award
- 2008: Nominierung als Beste jugendliche Hauptdarstellerin für Abbitte
- 2012: Nominierung als Beste Hauptdarstellerin in einem Spielfilm für Wer ist Hanna?